# 遠距工作

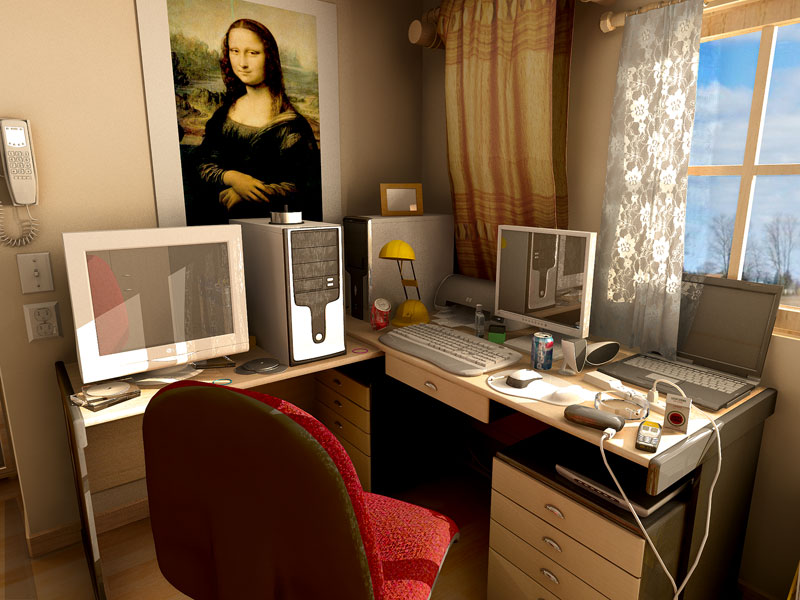
家庭辦公室的範例

遠距工作、遠端工作、居家就業（Working From Home, WFH）是透過網際網路或電話在家或其他場所辦公，是一種利用遠端資訊技術的溝通模式，進行有關遠端資料的存取運用行為，讓工作也能在辦公室以外的地方完成的一種便利的工作模式。

## 定義
遠距工作，源自於弱勢團體向政府和社會訴求工作權的保障。透過網路等通訊工具，家裡就是辦公室，在這樣的小型辦公室（Small Office Home Office）簡稱為 SOHO。即使因麻痺、癱瘓等，無法獨自出門，仍然可以在家工作，成為SOHO一族。身心障礙者適合遠距工作的原因，是因為在許多職場中有多重的障礙，如身體機能障礙，無法久坐或外出，而造成就業困難，不易進入一般性職場；但可在他人協助下於家中工作，成為一個趨勢。
在電視劇飛鷹人中負責人周二銘先生曾經提到這個名詞，從TeleWork和Telecommute翻譯而來，稱為「遠距工作」。它的口號很響亮：Advancing work from anywhere! （任何地點都能工作）。透過無線網路與筆記型電腦之便利，工作地點已經不限定在電腦辦公桌。利用網路即時互動的特性，交叉運用辦公室團隊工作（TeamWork）和遠距工作團隊（TeleWork）的優點，有效的分工執行業務，呈現出一貫優質作品。自由軟體聯盟共享網路文化成果，充分發揮創意，利用電子媒體與印刷媒體背後製作流程相近似的特點，遠距工作是一種利用遠端資訊技術的溝通模式，進行有關遠端資料的存取運用行為，讓工作也能在辦公室以外的地方完成的一種便利的工作模式。

## 歷史
遠距工作最早是在1957年由美國的Jones提出，在1970年的能源危機發生後，遠距工作的理念才廣泛的被注意到。此時Nilles提出遠距工作（telecommuting）的名詞並給予定義，此時由於產業、科技、生活等各個層面的的形態不同，影響了整個人類生存環境的改變。
因為近年來網際網路發達的緣故，改變了所有人的工作形式，有些工作可以透過網路就能夠執行完畢，而比較重視個人主義的歐美，發展這種SOHO族的外包速度就比較快速，更重要的是在發展身心障礙的telework，在歐美地方也因為比較容易接受這種在家中的工作的模式，所以相對的也比較容易發展起來。
在台灣早年對於在家工作印象是在手工（家庭工廠）的部分，對於一些手部功能比較弱的人來說，是很困難的；另外這幾年雖然發展SOHO族的外包並沒有落後於國外，但是還是比較集中於一般平常人，有工作經驗的人比較多。身障者若是天生或是發病比較早期的，在求學或是就業上面本來就是處於弱勢，而即使後天受傷的，也不一定可以回到原來職場上班。

台灣在1994年8月開始進行國家資訊基礎建設計畫，內容涵蓋了整個網路及資訊整合方面的推動，目的是希望灌注另一種新的生活形式、加速經濟成長、和追求更高生活品質。因此，遠距工作在這樣的政策環境下較以前更為成熟，而遠距工作在以電信為傳輸工具時所需的技術、安全顧慮及費用，皆隨著國家政策的推動和技術的成長而大幅改善。

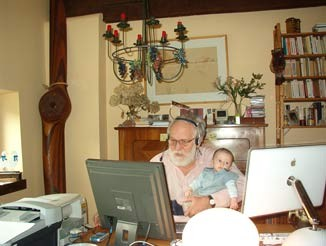
在家工作兼顧小孩的SOHO族

最先開始在台灣發展遠距工作如有飛鷹計畫的周二銘，新竹脊髓損傷者協會的戚啟禮等人，後來在這些人的努力下，讓台灣的政府單位開始這項服務，並在2004年開始試辦「身心障礙者遠距工作服務計畫」，隔年後將此計畫列為常態補助方案。
2020年後，由於Covid-19疫情，全球許多企業讓員工自我隔離和在家工作，做為無法到辦公室上班的替代方案。

## 與電傳勞動之關係
遠距工作和電傳勞動間的定義相似，而遠距工作的含意較電傳勞動來的廣泛，電傳勞動基本定義為：使用電腦、網路及其他通訊設備軟體來進行工作，進而不必在組織中（辦公室）工作，其不一定是在家中工作，與遠距工作的差異是遠距工作同時包含家庭代工等傳統代工產業。

## 面臨問題
目前勞動法規對勞工福利的保障乃是針對具有傳統受雇勞工身份的人，部分電傳勞動者可能被企業視為臨時性的，或是自雇勞動者，以承攬關係提供其勞務，因而未能充分取得傳統的勞工福利。
工時與福利密切相關，工作時間乃指雇主與勞工間，基於勞動契約之約定，雇主得指揮命令勞工從事工作的時間。勞工於工作時間內付出勞力，藉以獲得報酬與各項福利。然而對電傳勞動者而言，通常其工作及休息時間的分際並不清楚，這將影響到與工時密切相關的福利事項與勞動條件問題。依勞動基準法第二條第三款規定：「工資，謂勞工因工作而獲得之報酬，包括工資、薪金及計時、計日、計月、計件以現金或實物等方式給付之獎金、津貼及其他名義之經常性給與均屬之。」原則上只要不違反公共秩序、善良風俗或其他法律的規定下，可由勞資雙方自行約定。目前各界對工時的思考，多停留在傳統的工作形態：固定上班地點與固定上班時間，因此各方斤斤計較一兩小時的工時，而忽略了隨著於新科技的進步，電傳勞動應會日益增加。在電傳勞動這種非典型的工作形態下，工時根本不易計算。

## 潛在優點
遠距工作對於社區、員工、企業都有相當利益。
1. 對社區而言，遠距工作能提供更全面的就業，如在家的父母、殘障人士、退休人員，以及生活在偏遠地區的人士，減少交通壅塞和交通意外，同時減少能源使用，提高防災意識。[3]
2. 對於企業而言，遠距工作擴大人才儲備、減少疾病傳播，減少工作室成本、提高生產效率，也降低了碳足跡和能源使用，也提升了連續性經營能力，如：跨時區辦公，同時也增加員工文化適應力，一些研究數據顯示，一個全以遠距辦公形式的公司大約能省去花費20000美元的雇用花費。[4]
3. 對於員工而言，使用遠距辦公的人，能在工作和生活之間取得更好的平衡，並減少碳足跡和能源使用，並減少因搭用交通工具而失去的十五至二十五個工作天，也減少每年數萬台幣的交通費用。[5][6]

整體而言，遠距工作對社會、企業、員工都有相當益處，網際網路和電子通訊的進步讓員工得到更多好處，特別是殘障人士，也導致了一個節能型社會，減少了因為經濟進步所帶來的影響。

### 環境效益
在1996年美國清潔空氣法案修正案過後，增強了遠距工作的力量，該法案鼓勵員工數超過100人的公司，使用合用汽車、大眾交通工具、並縮短工作週。
如果美國人口的40%，擁有一半工作時間為遠距工作狀態：全國將節省2.8億桶（45000000立方公尺）汽油，約為波斯灣石油進口的37%。對環境的影響相當於少了900萬台車長年的使用，其對能源的節省將超過目前美國所有再生能源的總合的兩倍。
據研究報告顯示在英國的話，增加遠程辦公人數將可減少每年約300萬噸的碳汙染。

### 工作態度
遠距工作員工由於工作靈活度和自主性而提升本身對工作滿意度，因此遠距工作員工相對於普通辦公室人員有較高的滿意度，據研究顯示工作自主性降低了工作和家庭之間的衝突，特別是員工不用在拘束於傳統工作時間，可以在工作和家庭生活之間更有彈性。

### 離職現象
遠距工作員工因為其工作地點和工作時間的彈性高，因此較沒有想要離職的現象和傾向。

### 公共衛生
在新冠肺炎疫情爆發期間，各國衛生部門建議各公司的在家工作安排。

### 優缺點整合
研究顯示遠程辦公基本上對於企業和員工都是正面的影響，提升了員工的工作態度，降低了員工離職現象，也增加了員工工作滿意度，進而增加員工生產效能，對於企業和員工都相當有益。
雖然之前有部分學者和管理部門人員提出，員工的職業生涯可能因遠距工作而遭受損害，但根據薈萃分析，普遍上並沒有因工作地點而產生對企業產出的不利影響。同時遠距工作被發現對於主管和員工因為工作滿意度的提升和離職現象的減少，而產生正面影響，但完全的遠距工作者和一周超過2.5天在家工作者都會影響其和公司同事之間的人際關係。

## 外部連結
- 職業訓練局（繁體中文）
- 遠距工作服務現況效益及服務型態（繁體中文）
- 美國聯邦政府遠距工作政策（英文）
- 你不知道的遊牧族：「飛鷹人」 （页面存档备份，存于）（繁體中文）
- The Euro-Telework計畫 （页面存档备份，存于）
- Telework and people with disabilities（英文）